# Парламентські вибори в Україні 2019

Результати Парламентських виборів в Україні 2019 року в одномандатних мажоритарних округах

Парламентські вибори в Україні 2019 року — позачергові вибори народних депутатів Верховної Ради України, що відбулися 21 липня 2019 року. Вибори були призначені новообраним Президентом України Володимиром Зеленським, який під час своєї інавгурації 20 травня 2019 року оголосив про намір розпустити парламент. За результатами виборів було сформовано Верховну Раду України 9-го скликання; президентська партія «Слуга народу» отримала більшість мандатів (254 з 450) і права коаліції депутатських фракц

## Історія

### Призначення виборів
20 травня 2019 року у будівлі Верховної Ради України відбулася інавгурація новообраного Президента України Володимира Зеленського. У своїй промові президент зокрема заявив про намір розпустити парламент. У той же день Зеленський запросив керівництво Верховної Ради наступного ранку о 10:00 до себе на консультації щодо дострокового припинення повноважень парламенту. У запрошенні він послався на частину 3 статті 90 Конституції, яка вимагає проведення таких консультацій перед виданням відповідного указу президентом.
Вранці 21 травня Зеленський провів зустріч в Адміністрації Президента з керівництвом Верховної Ради та лідерами парламентських фракцій і груп. Головною причиною розпуску парламенту Зеленський назвав дуже низьку довіру громадян України до Верховної Ради — 4%, а юридичною підставою — відсутність коаліції з 2016 року. Також на зустрічі обговорювалися питання дати проведення дострокових виборів і внесення змін до виборчого законодавства, зокрема щодо скасування мажоритарної системи та зниження прохідного бар’єра до 3%.
У той же день Зеленський підписав указ про дострокове припинення повноважень Верховної Ради VIII скликання, обраної у жовтні 2014 року, і призначення позачергових виборів до Верховної Ради на 21 липня 2019 року. Указ Президента набув чинності з дня його опублікування у виданні «Голос України» від 23 травня. Таким чином вибори мали відбутися на 3 місяці раніше ніж запланові чергові вибори, що згідно Конституції відбуваються в останню неділю жовтня п'ятого року повноважень Верховної Ради (27 жовтня 2019 року).

### Оскарження у Конституційному суді
24 травня до Конституційного суду надійшло конституційне подання від 62 депутатів Верховної Ради щодо визнання указу президента про призначення позачергових виборів неконституційним.
Конституційний суд почав розгляд депутатського запиту 11 червня і 19 червня підтвердив чинність указу про розпуск парламенту. У Конституційному суді зазначили, що між президентом і парламентом виник «конституційний конфлікт» навколо розпуску парламенту. У цього конфлікту, на думку Конституційного суду, немає правового вирішення. Тому суд постановив, що вирішення конфлікту народом України «шляхом проведення позачергових виборів відповідає вимогам частини другої статті 5 Конституції України».

### Порядок денний встановлення справедливості
18 червня 2019 року коаліція з 18 українських громадських організацій презентувала «Порядок денний встановлення справедливості» для політичних партій та кандидатів у народні депутати України, у якому висунула вимоги до наступного парламенту щодо забезпечення реформи судової системи, прокуратури, поліції, перезавантаження частини антикорупційних органів, повернення відповідальності за незаконне збагачення, збереження міжнародних закупівель ліків тощо і закликала усі політичні сили, які готові працювати для розвитку української держави, публічно зафіксувати свою позицію щодо викладених у Порядку пунктів.
16 липня відбувся форум «Встановлення справедливості — порядок денний для майбутнього парламенту», на якому представники команди Володимира Зеленського, громадських організацій та кандидати в народні депутати обговорили Порядок денний встановлення справедливості в Україні та його втілення в життя.
Станом на 18 липня серед партій, які декларували проукраїнську позицію і мали шанси потрапити до парламенту, Порядок публічно підтримали політичні сили «Слуга народу», «Голос», «Об'єднання „Самопоміч“», «Громадянська позиція», «Сила людей» і «Батьківщина», а не підтримали лише партії «Сила і честь» та «Європейська солідарність».
Деякі з задекларованих реформ були успішно впроваджені новообраним парламентом. Зокрема станом на липень 2020 року було відновлено покарання за незаконне збагачення, перезавантажено НАЗК, продовжено міжнародну закупівлю ліків, і частково реформовано органи прокуратури (через зменшення штатів і збільшення зарплат). Водночас низку інших пунктів тоді ще не було втілено.

## Особливості
Законом «Про вибори народних депутатів України» було встановлено 5%-й прохідний бар'єр і змішану систему: 225 депутатів обираються в загальнодержавному багатомандатному окрузі за виборчими списками від політичних партій, а інші 199 — за мажоритарною системою в одномандатних округах (ще 26 округів розташовані на окупованих територіях). На дільницях учасникам голосування видається по два бюлетеня: один зі списком партій, другий — із кандидатами від округу, де зареєстрований виборець.
У цих виборах військові голосували на звичайних дільницях, а не на спеціальних, як раніше. Більше 280 тис. виборців змінили місце голосування, всього було зареєстровано 5966 кандидатів, зокрема, 2746 — від партій та 3220 мажоритарників.

## Партійні об'єднання
- Партії «Національний корпус», «Свобода» та «Правий сектор» ухвалили рішення про участь у позачергових парламентських виборах єдиним націоналістичним блоком з подальшою консолідацією патріотичних об'єднань та організацій[23].
- Лідер партії «Удар» Віталій Кличко заявив, що його партія має намір висувати кандидатів тільки за мажоритарними виборчими округами[24].
- Лідер партії «Батьківщина» Юлія Тимошенко припустила створення коаліції з партією «Слуга народу» й партією Святослава Вакарчука «Голос»[25].
- Єдиним блоком вирішили брати участь у виборах партії «Опозиційний блок», «Партія миру і розвитку», «Наші», «Відродження» та «Довіряй ділам»[26].
- Партії «Батьківщина» Юлії Тимошенко, «Основа» Сергія Тарути та «Справедливість» Валентина Наливайченка вирішили об'єднатися під брендом партії «Батьківщина»[27].

## Список партій

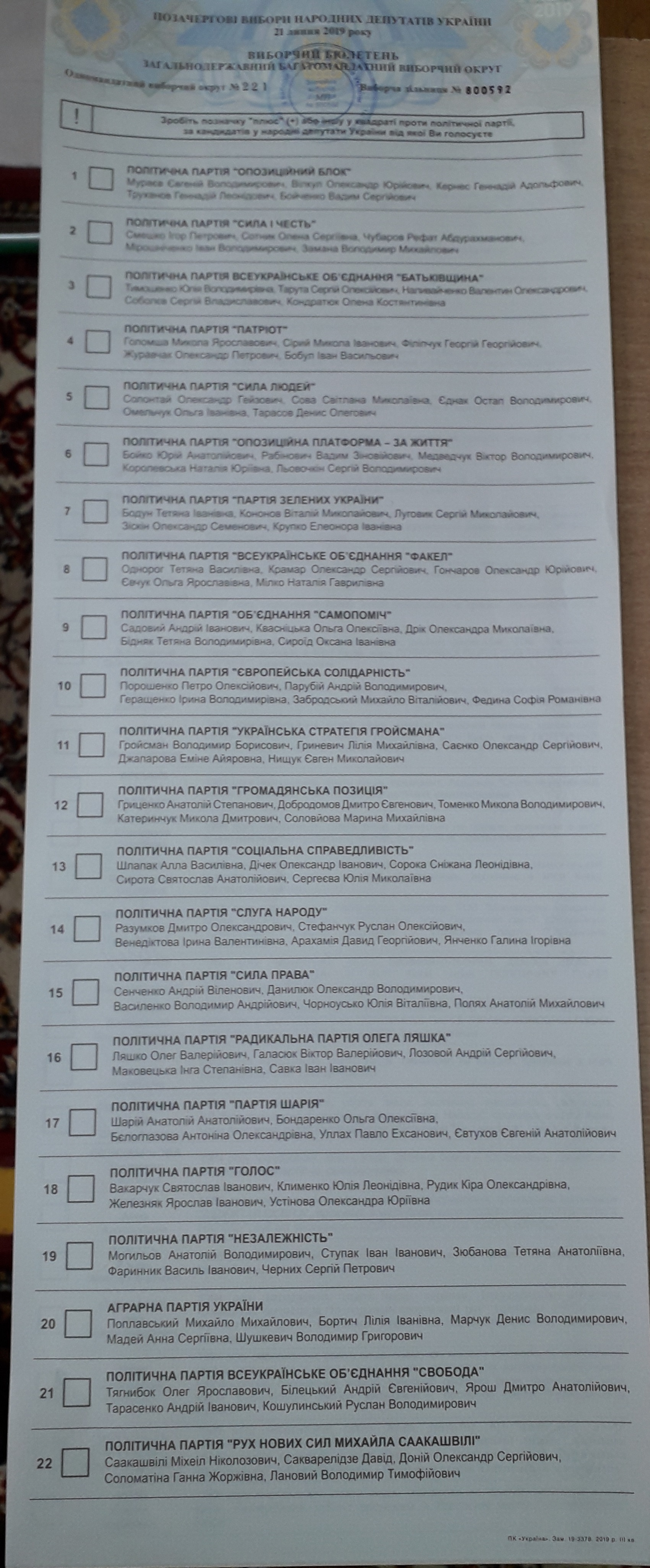
Виборчий бюлетень на Парламентських виборах 2019.

Партії, що брали участь у виборах у загальнодержавному одномандатному окрузі:
1. Опозиційний блок
2. Сила і честь
3. Всеукраїнське об'єднання «Батьківщина»
4. Патріот
5. Сила людей
6. Опозиційна платформа — За життя
7. Партія зелених України
8. Всеукраїнське об'єднання «ФАКЕЛ»
9. Об'єднання «Самопоміч»
10. Європейська Солідарність
11. Українська Стратегія Гройсмана
12. Громадянська позиція
13. Соціальна справедливість
14. Слуга народу
15. Сила права
16. Радикальна партія Олега Ляшка
17. Партія Шарія
18. Голос
19. Незалежність
20. Аграрна партія України
21. Всеукраїнське об'єднання «Свобода»
22. Рух нових сил

## Списки партій
| Опозиційний блок                 | Опозиційний блок | Сила і честь                   | Сила і честь | Батьківщина                     | Батьківщина |
| -------------------------------- | --- | ------------------------------ | --- | ------------------------------- | --- |
| Євгеній Мураєв                   | 1. Євгеній Мураєв 2. Олександр Вілкул 3. Геннадій Кернес 4. Геннадій Труханов 5. Вадим Бойченко 6. Ростислав Шурма 7. Богдан Андріїв 8. Володимир Буряк 9. Анатолій Вершина 10. Віталій Хомутиннік | Ігор Смешко                    | 1. Ігор Смешко 2. Олена Сотник 3. Рефат Чубаров 4. Іван Мірошніченко 5. Володимир Замана 6. Ольга Романюк 7. Андрій Гайдуцький 8. Ірина Сисоєнко 9. Володимир Тимошенко 10. Анатолій Макаренко              | Юлія Тимошенко                  | 1. Юлія Тимошенко 2. Сергій Тарута 3. Валентин Наливайченко 4. Сергій Соболєв 5. Олена Кондратюк 6. Іван Кириленко 7. Андрій Кожем'якін 8. Григорій Немиря 9. Сергій Власенко 10. Валерій Дубіль  |
| Патріот                          | Патріот | Сила людей                     | Сила людей | Опозиційна платформа — За життя | Опозиційна платформа — За життя |
| Микола Голомша                   | 1. Микола Голомша 2. Микола Сірий 3. Георгій Філіпчук 4. Олександр Журавчак 5. Іво Бобул 6. Владислава Савіна 7. Євген Шевченко 8. Сергій Ніжинський 9. Володимир Цирфа 10. Микола Чурило          | Олександр Солонтай             | 1. Олександр Солонтай 2. Світлана Сова 3. Остап Єднак 4. Ольга Омельчук 5. Денис Тарасов 6. Ярослав Федоришин 7. Валерій Новиков 8. Ірина Славова 9. Галина Перепадченко 10. Юлій Морозов                   | Юрій Бойко                      | 1. Юрій Бойко 2. Вадим Рабінович 3. Віктор Медведчук 4. Наталія Королевська 5. Сергій Льовочкін 6. Василь Німченко 7. Нестор Шуфрич 8. Сергій Ларін 9. Сергій Дунаєв 10. Тарас Козак              |
| Партія Зелених України           | Партія Зелених України | Факел                          | Факел | Об'єднання «Самопоміч»          | Об'єднання «Самопоміч» |
| Тетяна Бодун                     | 1. Тетяна Бодун 2. Віталій Кононов 3. Сергій Луговик 4. Олександр Зіскін 5. Елеонора Крупко 6. Сергій Лученко 7. Олександр Котін 8. Сергій Курикін 9. Олексій Зінченко 10. Віталій Басюк           | Тетяна Однорог                 | 1. Тетяна Однорог 2. Олександр Крамар 3. Олександр Гончаров 4. Ольга Євчук 5. Наталія Мілко 6. Владислав Качинський 7. Маргарита Різник 8. Роман Гіптенко 9. Юлія Лідич 10. Євген Паруш                     | Андрій Садовий                  | 1. Андрій Садовий 2. Ольга Квасніцька 3. Олександра Дрік 4. Тетяна Бідняк 5. Оксана Сироїд 6. Віталій Фидрин 7. Олег Березюк 8. Микола Кміть 9. Тетяна Острікова 10. Ольга Бабій                  |
| Європейська Солідарність         | Європейська Солідарність | Українська Стратегія Гройсмана | Українська Стратегія Гройсмана | Громадянська позиція            | Громадянська позиція |
| Петро Порошенко                  | 1. Петро Порошенко 2. Андрій Парубій 3. Ірина Геращенко 4. Михайло Забродський 5. Софія Федина 6. Мустафа Джемілєв 7. Яна Зінкевич 8. Ахтем Чийгоз 9. Олег Синютка 10. Іванна Климпуш-Цинцадзе     | Володимир Гройсман             | 1. Володимир Гройсман 2. Лілія Гриневич 3. Олександр Саєнко 4. Еміне Джапарова 5. Євген Нищук 6. Павло Петренко 7. Сергій Марченко 8. Андрій Тетерук 9. Павло Яблонський 10. Віктор Єленський               | Анатолій Гриценко               | 1. Анатолій Гриценко 2. Дмитро Добродомов 3. Микола Томенко 4. Микола Катеринчук 5. Марина Соловйова 6. Анатолій Забарило 7. Петро Ландяк 8. Микола Ладовський 9. Єгор Фірсов 10. Віктор Трепак   |
| Соціальна справедливість         | Соціальна справедливість | Слуга народу                   | Слуга народу | Сила права                      | Сила права |
| Алла Шлапак                      | 1. Алла Шлапак 2. Олександр Дічек 3. Сніжана Сорока 4. Святослав Сирота 5. Юлія Сергеєва 6. Роман Деркач 7. Світлана Скосирська 8. Євгеній Огарков 9. Наталія Харченко 10. Михайло Войцехівський   | Дмитро Разумков                | 1. Дмитро Разумков 2. Руслан Стефанчук 3. Ірина Венедіктова 4. Давид Арахамія 5. Галина Янченко 6. Михайло Федоров 7. Олександр Корнієнко 8. Анастасія Красносільська 9. Олександр Ткаченко 10. Жан Беленюк | Андрій Сенченко                 | 1. Андрій Сенченко 2. Олександр Данилюк 3. Володимир Василенко 4. Юлія Чорноусько 5. Анатолій Полях 6. Ксенія Талалай 7. Олексій Шовкопляс 8. Тарас Мокляк 9. Вадим Федосов 10. Вадим Севериненко |
| Радикальна партія Олега Ляшка    | Радикальна партія Олега Ляшка | Партія Шарія                   | Партія Шарія | Голос                           | Голос |
| Олег Ляшко                       | 1. Олег Ляшко 2. Віктор Галасюк 3. Андрій Лозовой 4. Інга Маковецька 5. Іван Савка 6. Олег Авер'янов 7. Сергій Скуратовський 8. Дмитро Лінько 9. Альона Кошелєва 10. Олексій Ленський              | Ольга Шарій                    | 1. Ольга Шарій 2. Антоніна Бєлоглазова 3. Павло Уллах 4. Євгеній Євтухов 5. Іван Мамчур 6. Артур Талабіра 7. Микола Гладенький 8. Дмитро Бутенко 9. Роман Катеринчик 10. Тетяна Гузенко                     | Святослав Вакарчук              | 1. Святослав Вакарчук 2. Юлія Клименко 3. Кіра Рудик 4. Ярослав Железняк 5. Олександра Устінова 6. Олег Макаров 7. Ярослав Юрчишин 8. Сергій Рахманін 9. Соломія Бобровська 10. Ольга Стефанишина |
| Незалежність                     | Незалежність | Аграрна партія України         | Аграрна партія України | Свобода                         | Свобода |
| Анатолій Могильов                | 1. Анатолій Могильов 2. Іван Ступак 3. Тетяна Зюбанова 4. Василь Фаринник 5. Сергій Черних 6. Олександр Рудяк 7. Костянтин Сапко 8. Олександр Дубенко 9. Олена Нетецька 10. Богдан Щур             | Михайло Поплавський            | 1. Михайло Поплавський 2. Лілія Бортич 3. Денис Марчук 4. Анна Мадей 5. Володимир Шушкевич 6. Сергій Гайдай 7. Наталія Вєровчук 8. Сергій Іващук 9. Олег Ніколенко 10. Олександр Луцький                    | Олег Тягнибок                   | 1. Олег Тягнибок 2. Андрій Білецький 3. Дмитро Ярош 4. Андрій Тарасенко 5. Руслан Кошулинський 6. Богдан Бенюк 7. Родіон Кудряшов 8. Олександр Сич 9. Пилип Іллєнко 10. Юрій Сиротюк              |
| Рух нових сил Михайла Саакашвілі | |                                | |                                 | |
| Міхеіл Саакашвілі                | 1. Міхеіл Саакашвілі 2. Давід Сакварелідзе 3. Олесь Доній 4. Ганна Соломатіна 5. Володимир Лановий 6. Наталія Жукова 7. Дмитро Булах 8. Олена Терещенко 9. Олег Михайлик 10. Костянтин Бушуєв      |                                | |                                 | |

### Соціологічні опитування
Найвищий рейтинг та шанси потрапити до Верховної Ради мали 5 партій, які, згідно з соціологічними опитуваннями, набирали 5 % та більше голосів виборців: «Слуга народу», «Опозиційна платформа», «Європейська Солідарність», «Батьківщина» та «Голос».

## Голосування
Попри заборону агітації в день виборів, згідно даних руху «Чесно», у соцмережах продовжувалась агітація та активні рекламні кампанії за та проти кандидатів.
На 94-му окрузі на Київщині (де балотувалися Дубінський та Кононенко) окружна комісія замінила 180 членів дільничних комісій від партії Самопоміч.
На 16:00 явка за результатами 118 з 199 округів склала 36,07 %. Поліція відкрила 21 кримінальну справу через порушення під час виборів, було зафіксовано понад 8,5 тис. повідомлень про правопорушення.
Понад 178 тис. голосів було віддано за кандидатів-двійників. На виборах технологію «двійників» використовували у двох варіантах: або реєстрували кандидатів з однаковими іменами, або вказували в біографії належність до організацій, назви яких дублюють назви політичних партій основного кандидата. Технологія двійників вплинула на вибори та була успішною в округах № 37, 64, 78, 119, 146, 198, 210.

## Екзит-поли
Попередні результати виборів спочатку мали бути оприлюднені 21 липня за результатами екзит-полів. Заключні екзит-поли мали з'явитися на сайті ЦВК о 22:00 21 липня, екзит-поли проводили три соціологічні центри («Демократичні ініціативи», центр Разумкова та КМІС). Остаточні результати ЦВК мав оприлюднити одразу після опрацювання бюлетенів.

## Результати

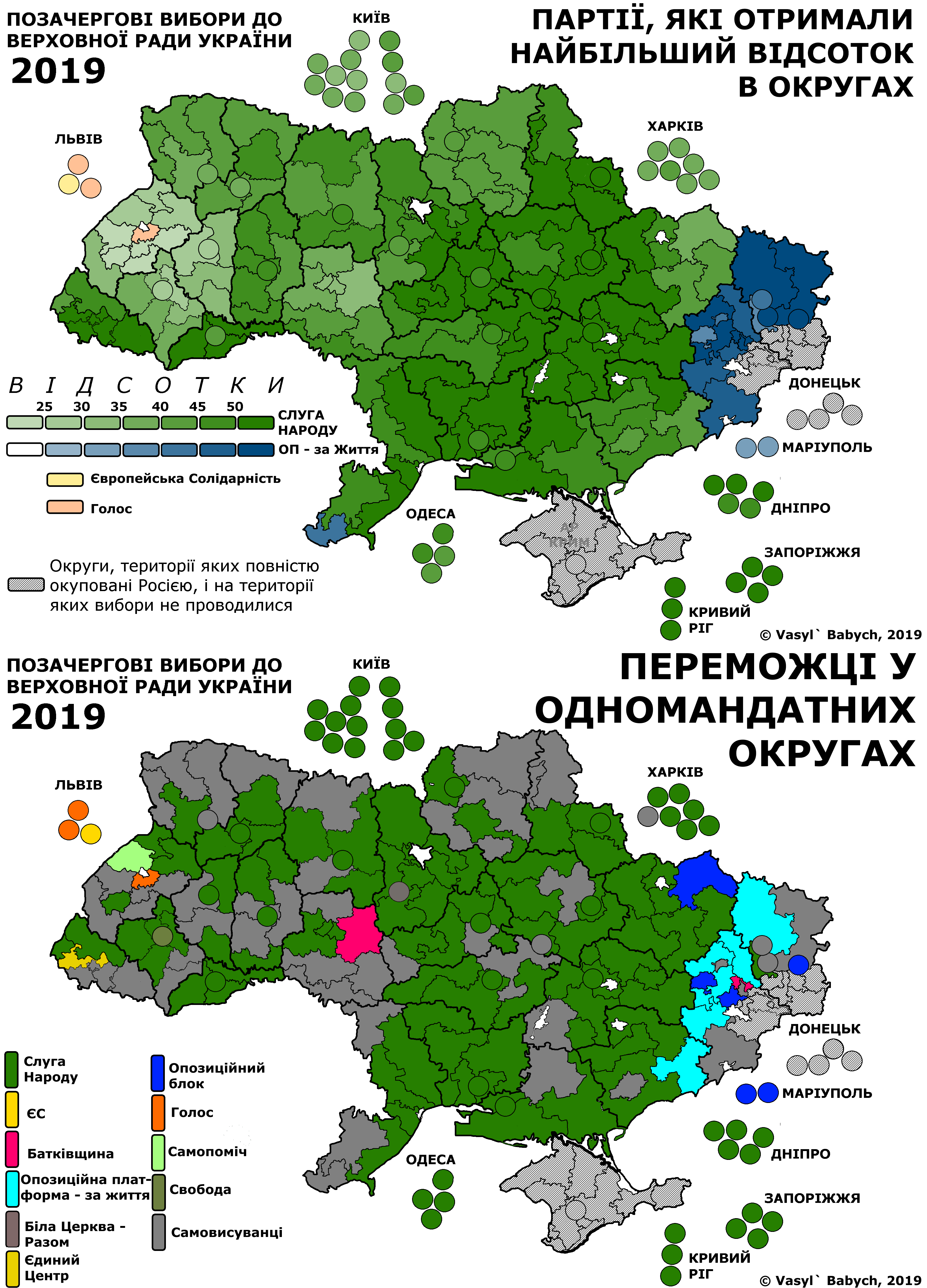
Результати

Явка за округами

Явка за областями

Результат в Закордонному виборчому окрузі

Остаточні офіційні дані ЦВК має оприлюднити не пізніше 5 серпня 2019-го. Згідно з результатами, до верховної ради повернувся 81 народний депутат з ради попереднього скликання (40 за списками партій та 41 за мажоритарною системою).
Середній вік обраних депутатів — 41 рік, троє депутатів старші 60 років, 17 мають до 30 років, жінки складають 20,8 %.

### Багатомандатний округ
| | Слуга народу                                           | 6 307 793  | 43.16 | Нова | 124 | 130 | 254 / 450 | Нова  |  |  |  |  |  |
| | Опозиційна платформа — За життя                        | 1 908 111  | 13.05 | Нова | 37  | 6   | 43 / 450  | Нова  |  |  |  |  |  |
| | Батьківщина                                            | 1 196 303  | 8.18  | ▲    | 24  | 2   | 26 / 450  | ▲ 5   |  |  |  |  |  |
| | Європейська Солідарність                               | 1 184 620  | 8.10  | ▼    | 23  | 2   | 25 / 450  | ▼ 102 |  |  |  |  |  |
| | Голос                                                  | 851 722    | 5.82  | Нова | 17  | 3   | 20 / 450  | Нова  |  |  |  |  |  |
| |                                                        |            |       |      |     |     |           |       |  |  |  |  |  |
| | Радикальна партія Олега Ляшка                          | 586 384    | 4.01  | ▼    | —   | —   | —         | ▼ 21  |  |  |  |  |  |
| | Сила і честь                                           | 558 652    | 3.82  | ▲    | —   | —   | —         | —     |  |  |  |  |  |
| | Опозиційний блок                                       | 443 195    | 3.03  | ▼    | —   | 6   | 6 / 450   | ▼ 33  |  |  |  |  |  |
| | Українська Стратегія Гройсмана                         | 352 934    | 2.41  | —    | —   | —   | —         | —     |  |  |  |  |  |
| | Партія Шарія                                           | 327 152    | 2.23  | —    | —   | —   | —         | —     |  |  |  |  |  |
| | Свобода                                                | 315 568    | 2.15  | ▼    | —   | 1   | 1 / 450   | ▼ 5   |  |  |  |  |  |
| | Громадянська позиція                                   | 153 225    | 1.04  | ▼    | —   | —   | —         | —     |  |  |  |  |  |
| | Партія зелених України                                 | 96 659     | 0.66  | ▲    | —   | —   | —         | —     |  |  |  |  |  |
| | Самопоміч                                              | 91 596     | 0.62  | ▼    | —   | 1   | 1 / 450   | ▼ 24  |  |  |  |  |  |
| | Аграрна партія України                                 | 75 509     | 0.51  | —    | —   | —   | —         | —     |  |  |  |  |  |
| | Рух нових сил Михайла Саакашвілі                       | 67 740     | 0.46  | —    | —   | —   | —         | —     |  |  |  |  |  |
| | Сила людей                                             | 27 984     | 0.19  | ▲    | —   | —   | —         | —     |  |  |  |  |  |
| | Сила права                                             | 20 340     | 0.13  | —    | —   | —   | —         | —     |  |  |  |  |  |
| | Патріот                                                | 16 123     | 0.11  | —    | —   | —   | —         | —     |  |  |  |  |  |
| | Соціальна справедливість                               | 15 967     | 0.10  | —    | —   | —   | —         | —     |  |  |  |  |  |
| | Незалежність                                           | 7 970      | 0.05  | —    | —   | —   | —         | —     |  |  |  |  |  |
| | Факел                                                  | 7 739      | 0.05  | —    | —   | —   | —         | —     |  |  |  |  |  |
| | Інші партії                                            | —          | —     | —    | —   | 2   | 2 / 450   | —     |  |  |  |  |  |
| | Самовисуванці                                          | —          | —     | —    | —   | 46  | 46 / 450  | ▼ 22  |  |  |  |  |  |
| Всього дійсних голосів | Всього дійсних голосів                                 |            | 100   |      | 225 | 199 | 424       |       |  |  |  |  |  |
| Бюлетені, визнані недійсними | Бюлетені, визнані недійсними                           | 146 269    |       |      |     |     |           |       |  |  |  |  |  |
| Вакантні місця (округи, де не відбувалося голосування) | Вакантні місця (округи, де не відбувалося голосування) | —          | —     | —    | —   | 26  | 26 / 450  | —     |  |  |  |  |  |
| Всього | Всього                                                 | 14 759 548 |       |      | 225 | 225 | 450       |       |  |  |  |  |  |
| Загальна кількість виборців / Явка | Загальна кількість виборців / Явка                     | 29 973 739‬ | 49.24 |      |     |     |           |       |  |  |  |  |  |
| Джерело: Результати за партійними списками [Архівовано 23 грудня 2020 у Wayback Machine.], Результати в одномандатних округах [Архівовано 22 липня 2019 у Wayback Machine.] |                                                        |            |       |      |     |     |           |       |  |  |  |  |  |

### Електоральна підтримка партій

Слуга народу
Опозиційна платформа — За життя
Батьківщина
Європейська Солідарність
Голос

## Реакція у світі
23 липня Глави МЗС Литви Лінас Лінкявічус та Латвії Едгар Рінкевичс висловили підтримку чесних і конкурентних виборів до парламенту в Україні.
Міністр МЗС Канади Христя Фріланд 23 липня привітала прозорі та демократичні вибори, що пройшли в Україні, і подякувала канадським спостерігачам, що спостерігали за виборами.